# Cannabis en Allemagne

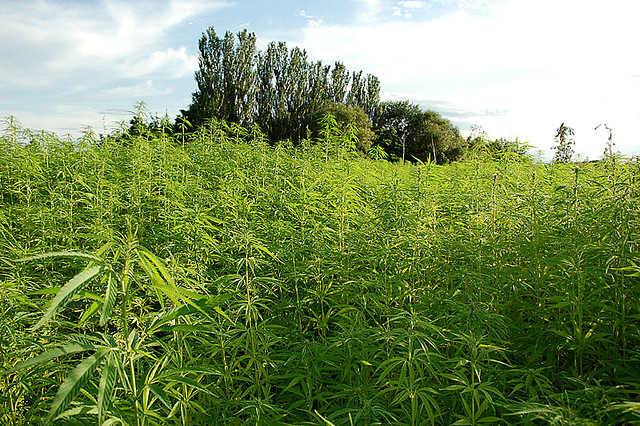
Hanflabyrinth Berlin 2009

En Allemagne, le cannabis est légalisé à des fins récréatives pour les adultes depuis le 1er avril 2024. C'est le neuvième pays au monde à légaliser le cannabis à des fins récréatives.
Chaque adulte allemand a le droit de posséder 25 grammes de cannabis. La production est réalisée localement avec trois plants de cannabis à domicile (si vous habitez en Allemagne depuis 6 mois) ou avec l'aide d'associations d'usagers à but non lucratif (limite d'achat de 50 grammes par personne par mois).
La consommation de cannabis à moins de 100 mètres de certaines zones  (y compris les écoles, les jardins d'enfants, les terrains de jeux publics, les installations sportives et les « zones piétonnes des centres-villes » entre 7 h et 20 h) est interdite.
En février 2008, 7 patients allemands ont pu bénéficier d'un traitement au cannabis médical, distribué sur ordonnance en pharmacie. Afin d'en réguler l'usage thérapeutique, l'Allemagne s'inspire du modèle de son voisin néerlandais, qui le distribue de cette manière depuis 2003 (120 kg en 2008).
Cependant, le Tribunal constitutionnel fédéral a estimé que la possession d’une faible quantité de cannabis exclusivement destinée à la consommation personnelle et occasionnelle ne méritait pas de sanction pénale dès lors qu’elle ne présentait pas de danger pour les tiers. Les ministères de la Justice des länder ont été invités à fixer dans des directives les critères selon lesquels l’affaire serait classée sans suite par les parquets. La quantité correspondant à la consommation personnelle fait partie de ces critères.
Auparavant, cette quantité variait entre 5 et 30 grammes de cannabis selon les lands - la Bavière, par exemple, est beaucoup plus stricte que la Basse-Saxe. Mais depuis 2007, il ne reste plus que trois valeurs différentes : les Lands de Brême, Berlin et Niedersachsen ont arrêté leur volume autorisé à 15 grammes, le Baden-Würtemberg s'est décidé pour trois unités de consommation (c'est-à-dire 2 grammes par unité de consommation, donc environ 6 grammes) ; l'ensemble des autres Länder ont fixé leur limite à 6 grammes.
En janvier 2017, l'Allemagne légalise l'usage thérapeutique du cannabis pour les « pathologies graves » — cancers, épilepsie, sclérose en plaques — « sans thérapies alternatives ». Les produits seront distribués en pharmacie et la prescription sera remboursée par l'assurance maladie. L'Allemagne s'approvisionnera à l'étranger le temps de rendre opérationnelle une agence publique du cannabis médical chargée de sa culture dans le pays.
En Allemagne, en 2019, à contre-courant, le juge Andreas Müller considère comme inconstitutionnelles les dispositions de la loi sur les stupéfiants qui font du trafic illégal de produits à base de cannabis une infraction punissable. Le 20 avril 2020, Müller envoie un mémoire de 140 pages à la Cour constitutionnelle . En mai 2022, le ministre libéral de la Justice Marco Buschmann (FDP) promet un projet de loi de légalisation du cannabis à des fins récréatives, en vigueur dans un an . L'Allemagne ne lance rien de moins qu'une révolution sociétale au cœur de l'Europe. Le 30 juin 2022, le ministre de la Santé Karl Lauterbach se déclare favorable mais prudent . Le 22 mars 2024, Le Bundesrat allemand approuve une légalisation partielle du cannabis en Allemagne, qui entre en vigueur le 1er avril 2024.

## Conduite et cannabis
L'Allemagne a défini un seuil de 3,5 ng/litre de sang pour la présence de cannabis lors de la conduite et interdit plus sévèrement la conduite en ayant consommé à la fois de l'alcool et du cannabis.